# Zołotinka
Zołotinka – osiedle typu miejskiego w Rosji, w Jakucji. W 2010 roku liczyło 552 mieszkańców.